# Not in This Lifetime... Tour
Not in This Lifetime Tour fue una gira mundial realizada por el grupo estadounidense de hard rock Guns N' Roses, marcada por el regreso de los miembros clásicos Slash y Duff McKagan. Es la primera vez, desde el Use Your Illusion Tour en 1993, que el cantante Axl Rose, el bajista Duff McKagan y el guitarrista Slash comparten escenario, tras superar las fuertes diferencias que tuvieron por años, sobre todo Slash con Axl, una de las enemistades más grandes en la historia del rock y la música. Dando así a muchas peleas mediáticas las cuales fueron "limadas" o fueron dejadas atrás con una reconciliación y así nace el Not In This Lifetime Tour, además la tecladista Melissa Reese se une al grupo para esta gira.
A pesar de que la gira debía terminar en primera instancia en octubre de 2017 (y diciembre de 2018), está se tuvo que extender hasta noviembre de 2019, debido al gran éxito y la alta convocatoria que ésta estaba presentado.
Oficialmente la gira comenzó el 8 de abril de 2016 y finalizó el 2 de noviembre de 2019 en la misma ciudad de Las Vegas, Estados Unidos las dos veces, la gira ha recorrido todos los continentes y también casi todos los países del orbe. 
La misma se consagró como la segunda gira musical más millonaria y exitosa de la historia, también se ha convertido en la cita musical más extensa de la historia. 
Siendo asimismo entre el periodo de los años 2016 y 2017 la más exitosa de esos respectivos años.
La gira ha tenido una asistencia de 30 mil espectadores en promedio por concierto. 
El nombre de la gira "Not In This Lifetime" (en español, "No en esta vida"), hace referencia a la respuesta que le dio Axl Rose, en 2012, a un periodista que le preguntaba si había alguna posibilidad que el grupo se reuniera.
El baterista original Steven Adler también participa en los recitales de Buenos Aires el 4 y 5 de noviembre de 2016, en el Estadio Monumental River Plate, luego de volver a tocar con ellos el 6 de julio de 2016, en Cincinnati, algo que no hacía desde 1990. Interpreta las canciones "Out Ta Get Me" y "My Michelle".
La gira norteamericana en 2016 sumó 117 millones de dólares de taquilla y más de un millón de espectadores.
La gira es la más cara del 2016 recaudando 5.5 millones de dólares por show, lo cual convierte a la banda ícono del hard rock en la banda más cara del mundo. Con 700 millones de dólares de taquilla, esta gira figura en el segundo puesto de las más recaudadoras de la historia.

## Historia del tour
La historia del comienzo de este tour se remonta a la primavera norteamericana del 2015 donde Paul Tollet organizador del Festival de Música y Artes de Coachella Valley estuvo en permanente contacto con Axl Rose lo cual el propio Rose creyó que lo que decía Tollet era serio y llevó a Axl a hablar con su personal para llevar las cosas adelante e iniciar una negociación. Axl Rose habló con uno de los managers de la banda, Fernando Lebeis al cual le pidió que consiguiera el número de teléfono de Slash para llevar a cabo la tan ansiada reunión de los Guns N' Roses.
En primera instancia, la reunión solamente sería por el festival de Coachella pero Rose sabía que no sería así ya que esta reunión involucraría a muchas personas y agencias y era muy posible un tour con la banda reunida, lo cual llevó a Rose a tomar muy considerablemente las posibilidades de un nuevo tour. Finalmente Axl Rose llamó a Slash pero por ese entonces Slash se encontraba de gira con su banda "Slash ft Myles Kennedy and The Conspirators" lo cual retrasó un poco el primer encuentro entre Rose, McKagan y Slash. Luego de la finalización de la gira de Slash con su banda, en octubre de 2015 y por primera vez en 23 años, Axl Rose y Slash se verían las caras nuevamente en casa de Axl en el mes de octubre. Luego de la cena con Slash, Axl se encontró con Duff McKagan (Con quien retomó contacto a comienzos del 2014) para conversar y planear una futura gira. Axl encargó a su personal de empezar a promocionar una reunión histórica para el mundo de la música en especial del rock. A la brevedad, comenzaron los ensayos de la formación clásica de la banda, mientras que miembros alternativos se despedían de ella para dar paso a algo tan ansiado por todos los fanes, Axl, Duff y Slash juntos nuevamente. Ron Thal dio paso al costado en diciembre del 2014, mientras que el guitarra líder DJ Ashba dejaría la banda en julio del 2015, por otro lado el segundo tecladista y sintetizadores, Chris Pitman abandonaría la banda a comienzos de 2016 por desacuerdo con la reunión de miembros originales.
Una vez pasadas las sesiones de ensayo, según el mismo Axl Rose "Las pruebas de sonido fueron muy buenas, luego llegó la hora de cantar y todo se fue dando" Axl también comentaría en una entrevista en Brasil que las canciones del Chinese Democracy fueron ensayadas por propia iniciativa de Slash y Duff Mckagan, también se trabajó con el baterista Frank Ferrer para coordinar tiempo y golpes de todas las canciones.
El tour inició oficialmente el 1 de abril de 2016 en el Bar Troubadour de Los Ángeles con la formación semiclásica de Guns N' Roses: Axl Rose, Slash, Duff McKagan, Richard Fortus, Dizzy Reed, Frank Ferrer y la recientemente incorporada en los sintetizadores y primera mujer en la historia de Guns N' Roses Melissa Reese. Axl Rose se fracturó el pie durante ese primer concierto lo cual le obligó a cantar sentado en un sillón durante dos meses.
Después de etapas en Estados Unidos, América Latina, Asia y Oceanía, la gira llega a Europa en mayo de 2017.
El grupo también fue cabeza de cartel del Festival de Coachella, los días 16 y 23 de abril. El 16 de abril, el guitarrista Angus Young sube al escenario con Guns N' Roses para tocar dos canciones, mientras que AC/DC anuncia que Axl Rose sustituye a Brian Johnson, para la gira europea (mayo) y norteamericana (septiembre) del "Rock or Bust World Tour".
El grupo actuó en México el 19 y 20 de abril de 2016 con The Cult abriendo el telón. En julio del 2016 se confirma la llegada de la banda a Sudamérica, donde hará presentaciones en países como Argentina, Brasil, Chile, Colombia, Costa Rica, Perú y México en los meses de octubre y noviembre.
En enero la banda toca en Japón y en febrero la banda se presenta en Australia, y Además se presentan en Nueva Zelanda, Tailandia y Dubái por primera vez en su carrera. La gira llega a Europa en mayo de 2017 con fechas en Bilbao y Madrid y muchos más países. En junio de 2018, el grupo vuelve a Europa.
En noviembre de 2018, después de una escala en México, vuelan hacia Asia, para dar otra escala en África para, al parecer, finalizar la gira en Hawái el 8 de diciembre de 2018. Entre abril y junio de 2019, se anuncian varias fechas por USA y en varios festivales en dicho país y en México para entre septiembre y noviembre de 2019.
Cabe destacar que el baterista Steven Adler se suma a la gira reunión de Guns N' Roses como baterista invitado (Cincinnati, Nashville, Los Ángeles y Buenos Aires).
Hasta el momento la banda pasó por países como Estados Unidos, Canadá, México, Chile, Perú, Argentina, Brasil, Colombia y Costa Rica. En este tour se "revivieron" canciones como: Double Talkin' Jive (no tocada desde 1993), Coma (no tocada desde 1993) o New Rose (debut en vivo en 2016), como también versiones de Black Hole Sun en tributo al fallecido Chris Cornell, Wichita Lineman de Glen Campbell y I Feel Good de James Brown. En mayo de 2017, la gira llega a Europa e Israel.
El 20 de julio de 2017, el grupo toca en el mítico Apollo Theater de Nueva York coincidiendo con el 30 aniversario de la salida del álbum Appetite for Destruction.
El 3 de junio de 2018, en Berlín, el grupo interpreta por primera vez la canción Slither de Velvet Revolver, y el 6 de junio, la banda desempolva la canción Shadow Of Your Love, canción que quedó descartada del Appetite For Destruction, y que se incluyó en el box-set que la banda lanzó el 28 de junio llamado Appetite For Destruction (Super Deluxe Edition), en el que se incluyen 4CDs del disco masterizado, y sesiones de grabación en 1986, etc.
El 7 de octubre de 2019, en Wichita, la banda interpreta la canción "Locomotive" (del Use Your Illusion II, 1991) después de 27 años sin ser tocada, la última vez había sido el 20 de febrero de 1992 en Tokio, Japón, durante la etapa del Use Your Illusion Tour, y el 23 de octubre, en Oklahoma City, interpretan "Dead Horse" (del Use Your Illusion I, 1991), después de no ser tocada por 26 años, desde el 17 de julio de 1993, en el Estadio River Plate, en el último show de la formación clásica de la banda, y en el cierre del Use Your Illusion Tour.
Después de una corta pero exitosa gira por Estados Unidos y México (incluyendo algunos festivales en USA) a fines de 2019, la gira finaliza el 1° y 2 de noviembre de 2019 con dos noches seguidas en The Colosseum at Caesars Palace de Las Vegas a sala llena, en la misma ciudad donde empezó oficialmente la gira.

## Teloneros
- Alice in Chains (en Las Vegas (2016), Detroit (2016), Landover, Kansas City, Chicago (2016), Seattle)
- The Cult (en Ciudad de México (abril de 2016), Atlanta, Orlando, Nueva Orleans, Arlington, Los Ángeles (2016), San Diego)
- Tyler Bryant & The Shakedown (en Cincinnati, Glendale, Ciudad de México (noviembre de 2016), Ciudad de Singapur, Bilbao, Lisboa, Madrid, Londres, París, Viena, Nimega, Tel Aviv, Santiago La Plata, Buenos Aires (2017), Leipzig, Chorzow, Oslo, Gothenburg (2018), Oklahoma City, Salt Lake City (2019))
- Chris Stapleton (en Nashville)
- Wolfmother (en Pittsburgh, Filadelfia (2016), Wellington, Auckland, Sídney, Melbourne, Adelaida, Perth, Ciudad de Singapur, Viena)
- Billy Talent (en Toronto (2016))
- Lenny Kravitz (en Foxborough, East Rutherford)
- Skrillex (en Houston (2016))
- The Struts (en San Francisco)
- Zakk Wylde (en Glendale)
- Área 7 (en Lima)
- Wild Parade (en Santiago (2016))
- Massacre y Cielo Razzo (en Rosario)
- Airbag (en Buenos Aires (2016))
- Scalene (en Porto Alegre)
- Plebe Rude (en São Paulo (2016), Río de Janeiro (2016), Curitiba, Brasilia)
- Marky Ramone (en Medellín)
- Gandhi (en San José)
- Babymetal (en Osaka, Kōbe, Yokohama, Tokio)
- Man with a Mission (en Tokio)
- Rose Tattoo (en Brisbane, Sídney)
- Point of View (en Dubái)
- Royal Blood (en Slane Castle, Vancouver, George)
- Mark Lanegan (en Slane Castle, Bilbao, Lisboa, Madrid)
- Otherkin (en Slane Castle)
- The Darkness (en Zúrich, Imola, Estocolmo, Hämeenlinna)
- Phil Campbell & the Bastard Sons (en Zúrich, Imola, Múnich, Hannover)
- The Kills (en Múnich, Londres)
- Killing Joke (en Gdansk, Hannover)
- Virgin (en Gdansk)
- Biffy Clyro (en Copenhague, Praga, París, Nimega)
- Backyard Babies (en Copenhague, Estocolmo)
- Michael Monroe (en Hämeenlinna)
- Deftones (en Saint Louis, Minneapolis)
- Sturgill Simpson (en Denver, Little Rock, Miami)
- Live (en Winston-Salem, Hershey)
- Our Lady Peace (en Montreal, Ottawa, Winnipeg, Edmonton)
- ZZ Top (en El Paso, San Antonio)
- The Who (en Santiago (2017), La Plata (2017))
- La Beriso (en La Plata (2017))
- Manic Street Preachers (en Berlín, Gelsenkirchen, Odense (2018))
- Greta Van Fleet (en Berlín, Odense (2018))
- Rival Sons (en Mannheim, Bordeaux, Leipzig (2018))
- The Pink Slips (en Mannheim, Gelsenkirchen, Bordeaux (2018))
- Volbeat (en Barcelona, Nijmegen, Chorzow, Tallinn (2018))
- Nothing More (en Barcelona (2018))
- Gojira (en Nijmegen (2018))
- Other Noises (en Moscú (2018))
- The Dead Daisies (en Tallinn (2018))
- Ghost (en Oslo (2018))
- Graveyard (en Gothenburg,(2018))
- Shooter Jennings (en Charlotte, Jacksonville (2019))
- Bishop Gunn (en Wichita (2019))
- Blackberry Smoke (en Lincoln (2019))
- Dirty Honey (en Las Vegas (2019))
- Snoop Dogg (en Miami (2020))

## Conciertos
| Fecha                                      | Ciudad                      | País                        | Lugar                                         | Entradas vendidas / Entradas disponibles | Recaudación                 |
| Etapa 1 — América del Norte                | Etapa 1 — América del Norte | Etapa 1 — América del Norte | Etapa 1 — América del Norte                   | Etapa 1 — América del Norte              | Etapa 1 — América del Norte |
| ------------------------------------------ | --------------------------- | --------------------------- | --------------------------------------------- | ---------------------------------------- | --------------------------- |
| 1 de abril de 2016                         | Los Ángeles                 | Estados Unidos              | Troubadour                                    | 500 / 500                                | $5,000                      |
| 8 de abril de 2016                         | Las Vegas                   | Estados Unidos              | T-Mobile Arena                                | 28,849 / 28,849                          | $6.265.239                  |
| 9 de abril de 2016                         | Las Vegas                   | Estados Unidos              | T-Mobile Arena                                | 28,849 / 28,849                          | $6.265.239                  |
| 16 de abril de 2016                        | Indio                       | Estados Unidos              | Festival de Coachella                         | —                                        | —                           |
| 19 de abril de 2016                        | Ciudad de México            | México                      | Foro Sol                                      | 131,198 / 131,198                        | $9,328,859                  |
| 20 de abril de 2016                        | Ciudad de México            | México                      | Foro Sol                                      | 131,198 / 131,198                        | $9,328,859                  |
| 23 de abril de 2016                        | Indio                       | Estados Unidos              | Festival de Coachella                         | —                                        | —                           |
| Etapa 2 — América del Norte                |                             |                             |                                               |                                          |                             |
| 23 de junio de 2016                        | Detroit                     | Estados Unidos              | Ford Field                                    | 44,439 / 44,439                          | $4,776,767                  |
| 26 de junio de 2016                        | Landover                    | Estados Unidos              | FedExField                                    | 41,208 / 48,186                          | $4,107,027                  |
| 29 de junio de 2016                        | Kansas City                 | Estados Unidos              | Arrowhead Stadium                             | 40,387 / 49,385                          | $3,285,043                  |
| 1 de julio de 2016                         | Chicago                     | Estados Unidos              | Soldier Field                                 | 82,172 / 96,088                          | $8,843,684                  |
| 3 de julio de 2016                         | Chicago                     | Estados Unidos              | Soldier Field                                 | 82,172 / 96,088                          | $8,843,684                  |
| 6 de julio de 2016                         | Cincinnati                  | Estados Unidos              | Paul Brown Stadium                            | 32,516 / 33,845                          | $2,857,336                  |
| 9 de julio de 2016                         | Nashville                   | Estados Unidos              | Nissan Stadium                                | 42,824 / 42,824                          | $4,765,878                  |
| 12 de julio de 2016                        | Pittsburgh                  | Estados Unidos              | Heinz Field                                   | 39,109 / 42,109                          | $3,810,026                  |
| 14 de julio de 2016                        | Filadelfia                  | Estados Unidos              | Lincoln Financial Field                       | 49,328 / 49,328                          | $4,883,474                  |
| 16 de julio de 2016                        | Toronto                     | Canadá                      | Rogers Centre                                 | 48,016 / 48,016                          | $5,370,460                  |
| 19 de julio de 2016                        | Foxborough                  | Estados Unidos              | Gillette Stadium                              | 65,472 / 71,099                          | $8,302,575                  |
| 20 de julio de 2016                        | Foxborough                  | Estados Unidos              | Gillette Stadium                              | 65,472 / 71,099                          | $8,302,575                  |
| 23 de julio de 2016                        | East Rutherford             | Estados Unidos              | MetLife Stadium                               | 100,177 / 100,177                        | $11,687,391                 |
| 24 de julio de 2016                        | East Rutherford             | Estados Unidos              | MetLife Stadium                               | 100,177 / 100,177                        | $11,687,391                 |
| 27 de julio de 2016                        | Atlanta                     | Estados Unidos              | Georgia Dome                                  | 41,508 / 41,508                          | $4,544,620                  |
| 29 de julio de 2016                        | Orlando                     | Estados Unidos              | Camping World Stadium                         | 40,702 / 40,702                          | $5,852,060                  |
| 31 de julio de 2016                        | Nueva Orleans               | Estados Unidos              | Mercedes-Benz Superdome                       | 32,894 / 40,215                          | $3,447,362                  |
| 3 de agosto de 2016                        | Arlington                   | Estados Unidos              | AT&T Stadium                                  | 39,015 / 43,449                          | $4,786,948                  |
| 5 de agosto de 2016                        | Houston                     | Estados Unidos              | NRG Stadium                                   | 49,778 / 49,778                          | $6,166,657                  |
| 9 de agosto de 2016                        | San Francisco               | Estados Unidos              | AT&T Park                                     | 38,173 / 38,173                          | $5,597,843                  |
| 12 de agosto de 2016                       | Seattle                     | Estados Unidos              | CenturyLink Field                             | 42,697 / 42,697                          | $5,237,966                  |
| 15 de agosto de 2016                       | Glendale                    | Estados Unidos              | University of Phoenix Stadium                 | 44,110 / 48,914                          | $4,257,189                  |
| 18 de agosto de 2016                       | Los Ángeles                 | Estados Unidos              | Dodger Stadium                                | 84,634 / 87,917                          | $8,917,758                  |
| 19 de agosto de 2016                       | Los Ángeles                 | Estados Unidos              | Dodger Stadium                                | 84,634 / 87,917                          | $8,917,758                  |
| 22 de agosto de 2016                       | San Diego                   | Estados Unidos              | Qualcomn Stadium                              | 49,458 / 49,458                          | $5,337,634                  |
| Etapa 3 — América Latina                   |                             |                             |                                               |                                          |                             |
| 27 de octubre de 2016                      | Lima                        | Perú                        | Estadio Monumental                            | 56,228 / 56,228                          | $5,066,300                  |
| 29 de octubre de 2016                      | Santiago de Chile           | Chile                       | Estadio Nacional de Chile                     | 62,375 / 63,200                          | $6,540,250                  |
| 1 de noviembre de 2016                     | Rosario                     | Argentina                   | Estadio Gigante de Arroyito                   | 22,735 / 26,505                          | $2,778,110                  |
| 4 de noviembre de 2016                     | Buenos Aires                | Argentina                   | Estadio River Plate                           | 105,026 / 112,756                        | $11,042,300                 |
| 5 de noviembre de 2016                     | Buenos Aires                | Argentina                   | Estadio River Plate                           | 105,026 / 112,756                        | $11,042,300                 |
| 8 de noviembre de 2016                     | Porto Alegre                | Brasil                      | Estadio Beira-Rio                             | 50,567 / 50,567                          | $4,192,340                  |
| 11 de noviembre de 2016                    | São Paulo                   | Brasil                      | Allianz Parque                                | 93,600 / 93,600                          | $10,761,300                 |
| 12 de noviembre de 2016                    | São Paulo                   | Brasil                      | Allianz Parque                                | 93,600 / 93,600                          | $10,761,300                 |
| 15 de noviembre de 2016                    | Río de Janeiro              | Brasil                      | Estadio Olímpico Joao Havelange               | 50,234 / 50,234                          | $3,581,510                  |
| 17 de noviembre de 2016                    | Curitiba                    | Brasil                      | Pedreira Paulo Leminski                       | 25,030 / 25,030                          | $2,638,780                  |
| 20 de noviembre de 2016                    | Brasilia                    | Brasil                      | Estadio Mané Garrincha                        | 42,307 / 42,307                          | $2,981,050                  |
| 23 de noviembre de 2016                    | Medellín                    | Colombia                    | Estadio Atanasio Girardot                     | 39,511 / 39,511                          | $5,443,000                  |
| 26 de noviembre de 2016                    | San José                    | Costa Rica                  | Estadio Nacional de Costa Rica                | 29,560 / 35,785                          | $2,520,280                  |
| 29 de noviembre de 2016                    | Ciudad de México            | México                      | Palacio de los Deportes                       | 32,935 / 40,530                          | $2,637,421                  |
| 30 de noviembre de 2016                    | Ciudad de México            | México                      | Palacio de los Deportes                       | 32,935 / 40,530                          | $2,637,421                  |
| Etapa 4 — Asia y Oceanía                   |                             |                             |                                               |                                          |                             |
| 21 de enero de 2017                        | Osaka                       | Japón                       | Osaka Dome                                    | 25,000 / 25,000                          | $2,900,000                  |
| 22 de enero de 2017                        | Kōbe                        | Japón                       | World Memorial Hall                           | 5,000 / 5,000                            | $615,000                    |
| 25 de enero de 2017                        | Yokohama                    | Japón                       | Yokohama Arena                                | 8,000 / 8,000                            | $1,000,000                  |
| 28 de enero de 2017                        | Tokio                       | Japón                       | Saitama Super Arena                           | 55,000 / 55,000                          | $7,460,000                  |
| 29 de enero de 2017                        | Tokio                       | Japón                       | Saitama Super Arena                           | 55,000 / 55,000                          | $7,460,000                  |
| 2 de febrero de 2017                       | Wellington                  | Nueva Zelanda               | Westpac Stadium                               | 32,448 / 32,448                          | $3,617,500                  |
| 4 de febrero de 2017                       | Auckland                    | Nueva Zelanda               | Western Springs Stadium                       | 48,118 / 48,118                          | $5,545,210                  |
| 7 de febrero de 2017                       | Brisbane                    | Australia                   | QSAC Stadium                                  | 39,459 / 39,459                          | $4,441,060                  |
| 10 de febrero de 2017                      | Sídney                      | Australia                   | ANZ Stadium                                   | 84,277 / 84,277                          | $9,245,210                  |
| 11 de febrero de 2017                      | Sídney                      | Australia                   | ANZ Stadium                                   | 84,277 / 84,277                          | $9,245,210                  |
| 14 de febrero de 2017                      | Melbourne                   | Australia                   | Melbourne Cricket Ground                      | 73,114 / 73,114                          | $8,816,760                  |
| 18 de febrero de 2017                      | Adelaida                    | Australia                   | Adelaide Oval                                 | 33,713 / 33,713                          | $3,541,050                  |
| 21 de febrero de 2017                      | Perth                       | Australia                   | Domain Stadium                                | 30,382 / 30,382                          | $3,084,270                  |
| 25 de febrero de 2017                      | Ciudad de Singapur          | Singapur                    | Changi Exhibition Centre                      | 50,088 / 50,088                          | $8,520,020                  |
| 28 de febrero de 2017                      | Bangkok                     | Tailandia                   | SCG Stadium                                   | 17,400 / 17,400                          | $2,830,000                  |
| 3 de marzo de 2017                         | Dubái                       | Emiratos Árabes Unidos      | Autism Rocks Arena                            | 26,502 / 26,502                          | $3,643,960                  |
| Etapa 5 — Europa e Israel                  |                             |                             |                                               |                                          |                             |
| 27 de mayo de 2017                         | Slane                       | Irlanda                     | Slane Castle                                  | 79,258 / 79,258                          | $8,304,358                  |
| 30 de mayo de 2017                         | Bilbao                      | España                      | Estadio San Mamés                             | 27,955 / 31,000                          | $2,826,445                  |
| 2 de junio de 2017                         | Lisboa                      | Portugal                    | Paseo Marítimo de Algés                       | 58,919 / 58,919                          | $4,796,915                  |
| 4 de junio de 2017                         | Madrid                      | España                      | Estadio Vicente Calderón                      | 50,101 / 50,101                          | $4,799,188                  |
| 7 de junio de 2017                         | Zúrich                      | Suiza                       | Letzigrund                                    | 42,425 / 42,425                          | $5,607,649                  |
| 10 de junio de 2017                        | Imola                       | Italia                      | Autodromo Enzo e Dino Ferrari                 | 78,438 / 78,438                          | $6,743,838                  |
| 13 de junio de 2017                        | Múnich                      | Alemania                    | Estadio Olímpico de Múnich                    | 66,795 / 66,795                          | $7,669,807                  |
| 16 de junio de 2017                        | Londres                     | Reino Unido                 | Estadio Olímpico de Londres                   | 139,267 / 139,267                        | $17,171,304                 |
| 17 de junio de 2017                        | Londres                     | Reino Unido                 | Estadio Olímpico de Londres                   | 139,267 / 139,267                        | $17,171,304                 |
| 20 de junio de 2017                        | Gdansk                      | Polonia                     | Arena Gdansk                                  | 42,571 / 42,571                          | $3,385,282                  |
| 22 de junio de 2017                        | Hannover                    | Alemania                    | Messegelände                                  | 70,015 / 70,015                          | $6,723,340                  |
| 24 de junio de 2017                        | Werchter                    | Bélgica                     | Werchter Classic                              | 58,011 / 58,011                          | $5,928,398                  |
| 27 de junio de 2017                        | Copenhague                  | Dinamarca                   | Parken Stadion                                | 48,094 / 48,094                          | $5,000,715                  |
| 29 de junio de 2017                        | Estocolmo                   | Suecia                      | Friends Arena                                 | 53,654 / 53,654                          | $4,460,555                  |
| 1 de julio de 2017                         | Hämeenlinna                 | Finlandia                   | Kantola Event Park                            | 55,033 / 55,033                          | $5,567,242                  |
| 4 de julio de 2017                         | Praga                       | República Checa             | Aeropuerto Letnany                            | 49,756 / 50,000                          | $4,375,544                  |
| 7 de julio de 2017                         | París                       | Francia                     | Estadio de Francia                            | 60,438 / 60,438                          | $5,439,491                  |
| 10 de julio de 2017                        | Viena                       | Austria                     | Estadio Ernst Happel                          | 54,847 / 54,847                          | $6,172,541                  |
| 12 de julio de 2017                        | Nimega                      | Países Bajos                | Goffert Stadion                               | 65,101 / 65,101                          | $6,566,559                  |
| 15 de julio de 2017                        | Tel Aviv                    | Israel                      | Parque Yarkon                                 | 57,204 / 57,300                          | $6,761,681                  |
| Etapa 6 — América del Norte                |                             |                             |                                               |                                          |                             |
| 20 de julio de 2017                        | Nueva York                  | Estados Unidos              | Teatro Apollo                                 | —                                        | —                           |
| 27 de julio de 2017                        | Saint Louis                 | Estados Unidos              | Edward Jones Dome                             | 36,382 / 41,158                          | $3,533,972                  |
| 30 de julio de 2017                        | Minneapolis                 | Estados Unidos              | U.S. Bank Stadium                             | 48,740 / 48,740                          | $5,567,052                  |
| 2 de agosto de 2017                        | Denver                      | Estados Unidos              | Sports Authority Field at Mile High           | 41,445 / 44,806                          | $3,846,068                  |
| 5 de agosto de 2017                        | Little Rock                 | Estados Unidos              | Estadio War Memorial                          | 26,400 / 33,102                          | $1,896,770                  |
| 8 de agosto de 2017                        | Miami                       | Estados Unidos              | Marlins Park                                  | 37,834 / 37,834                          | $4,102,883                  |
| 11 de agosto de 2017                       | Winston-Salem               | Estados Unidos              | BB&T Field                                    | 32,847 / 34,139                          | $3,447,947                  |
| 13 de agosto de 2017                       | Hershey                     | Estados Unidos              | Estadio Hersheypark                           | 31,087 / 31,087                          | $3,500,876                  |
| 16 de agosto de 2017                       | Búfalo                      | Estados Unidos              | New Era Field                                 | 32,245 / 35,630                          | $2,626,070                  |
| 19 de agosto de 2017                       | Montreal                    | Canadá                      | Parque Jean-Drapeau                           | 23,117 / 27,685                          | $2,539,510                  |
| 21 de agosto de 2017                       | Ottawa                      | Canadá                      | Estadio TD Place                              | 21,204 / 25,714                          | $2,144,550                  |
| 24 de agosto de 2017                       | Winnipeg                    | Canadá                      | Investors Group Field                         | 30,741 / 30,741                          | $3,008,250                  |
| 27 de agosto de 2017                       | Regina                      | Canadá                      | Estadio Mosaic                                | 34,434 / 34,434                          | $3,463,640                  |
| 30 de agosto de 2017                       | Edmonton                    | Canadá                      | Estadio de la Mancomunidad                    | 44,393 / 46,656                          | $4,780,270                  |
| 1 de septiembre de 2017                    | Vancouver                   | Canadá                      | Estadio BC Place                              | 39,385 / 39,385                          | $4,039,950                  |
| 3 de septiembre de 2017                    | George                      | Estados Unidos              | The Gorge Amphitheatre                        | 15,781 / 22,000                          | $1,653,890                  |
| 6 de septiembre de 2017                    | El Paso                     | Estados Unidos              | Estadio Sun Bowl                              | 39,780 / 43,123                          | $3,087,980                  |
| 8 de septiembre de 2017                    | San Antonio                 | Estados Unidos              | Alamodome                                     | 38,490 / 41,387                          | $3,859,017                  |
| Etapa 7 — América Latina                   |                             |                             |                                               |                                          |                             |
| 23 de septiembre de 2017                   | Río de Janeiro              | Brasil                      | Parque Olímpico de Río de Janeiro Rock in Rio | —                                        | —                           |
| 26 de septiembre de 2017                   | São Paulo                   | Brasil                      | Allianz Parque                                | —                                        | —                           |
| 29 de septiembre de 2017                   | Santiago de Chile           | Chile                       | Estadio Monumental                            | 42,743 / 42,743                          | $4,140,000                  |
| 1 de octubre de 2017                       | La Plata                    | Argentina                   | Estadio Ciudad de La Plata                    | 45,000 / 45,000                          | $4,850,000                  |
| Etapa 8 — América del Norte                |                             |                             |                                               |                                          |                             |
| 8 de octubre de 2017                       | Filadelfia                  | Estados Unidos              | Wells Fargo Center                            | —                                        | —                           |
| 11 de octubre de 2017                      | Nueva York                  | Estados Unidos              | Madison Square Garden                         | 13,939/13,939                            | $2,053,333                  |
| 12 de octubre de 2017                      | Newark                      | Estados Unidos              | Prudential Center                             | —                                        | —                           |
| 15 de octubre de 2017                      | Nueva York                  | Estados Unidos              | Madison Square Garden                         | 27.879/27.879                            | $4,106,667                  |
| 16 de octubre de 2017                      | Nueva York                  | Estados Unidos              | Madison Square Garden                         | 27.879/27.879                            | $4,106,667                  |
| 19 de octubre de 2017                      | Washington D. C.            | Estados Unidos              | Capital One Arena                             | —                                        | —                           |
| 22 de octubre de 2017                      | Boston                      | Estados Unidos              | TD Garden                                     | —                                        | —                           |
| 23 de octubre de 2017                      | Hartford                    | Estados Unidos              | XL Center                                     | —                                        | —                           |
| 26 de octubre de 2017                      | Cleveland                   | Estados Unidos              | Quicken Loans Arena                           | —                                        | —                           |
| 29 de octubre de 2017                      | Toronto                     | Canadá                      | Air Canada Centre                             | 25,724/25,724                            | $3,300,000                  |
| 30 de octubre de 2017                      | Toronto                     | Canadá                      | Air Canada Centre                             | 25,724/25,724                            | $3,300,000                  |
| 2 de noviembre de 2017                     | Detroit                     | Estados Unidos              | Little Caesars Arena                          | —                                        | —                           |
| 3 de noviembre de 2017                     | Louisville                  | Estados Unidos              | KFC Yum! Center                               | —                                        | —                           |
| 6 de noviembre de 2017                     | Chicago                     | Estados Unidos              | United Center                                 | —                                        | —                           |
| 7 de noviembre de 2017                     | Milwaukee                   | Estados Unidos              | Bradley Center                                | 9,723 / 10,426                           | $1,403,070                  |
| 10 de noviembre de 2017                    | Houston                     | Estados Unidos              | Toyota Center                                 | 10,523 / 10,523                          | $1,652,912                  |
| 13 de noviembre de 2017                    | Nashville                   | Estados Unidos              | Bridgestone Arena                             | 10,592 / 10,592                          | $1,523,956                  |
| 14 de noviembre de 2017                    | Tulsa                       | Estados Unidos              | BOK Center                                    | 10,237 / 10,237                          | $1,349,098                  |
| 17 de noviembre de 2017                    | Las Vegas                   | Estados Unidos              | T-Mobile Arena                                | 14,250 / 14,250                          | $2,104,371                  |
| 18 de noviembre de 2017                    | Sacramento                  | Estados Unidos              | Golden 1 Center                               | 12,508 / 12,508                          | $1,691,893                  |
| 21 de noviembre de 2017                    | Oakland                     | Estados Unidos              | Oracle Arena                                  | 13,520 / 13,520                          | $1,866,854                  |
| 24 de noviembre de 2017                    | Los Ángeles                 | Estados Unidos              | Staples Center                                | 11,860 / 12,887                          | $1,806,668                  |
| 25 de noviembre de 2017                    | Inglewood                   | Estados Unidos              | The Forum                                     | 13,056 / 13,506                          | $1,583,722                  |
| 28 de noviembre de 2017                    | San Diego                   | Estados Unidos              | Valley View Casino Center                     | 6,886 / 7,969                            | $1,159,655                  |
| 29 de noviembre de 2017                    | Inglewood                   | Estados Unidos              | The Forum                                     | 13,056 / 13,506                          | $1,700,000                  |
| Etapa 9 — Europa                           |                             |                             |                                               |                                          |                             |
| 3 de junio de 2018                         | Berlín                      | Alemania                    | Olympiastadion                                | 45,325 / 45,325                          | $4,689,975                  |
| 6 de junio de 2018                         | Odense                      | Dinamarca                   | Dyreskuepladsen                               | 33,379 / 33,379                          | $3,640,756                  |
| 9 de junio de 2018                         | Donington Park              | Reino Unido                 | Download Festival                             | —                                        | —                           |
| 12 de junio de 2018                        | Gelsenkirchen               | Alemania                    | Veltins-Arena                                 | 33,788 / 33,788                          | $4,589,404                  |
| 15 de junio de 2018                        | Florencia                   | Italia                      | Firenze Rocks                                 | —                                        | —                           |
| 18 de junio de 2018                        | París                       | Francia                     | Download Festival                             | —                                        | —                           |
| 21 de junio de 2018                        | Dessel                      | Bélgica                     | Graspop Metal Meeting                         | —                                        | —                           |
| 24 de junio de 2018                        | Mannheim                    | Alemania                    | Maimarktgelände                               | 54,702 / 54,702                          | $5,110,455                  |
| 26 de junio de 2018                        | Burdeos                     | Francia                     | Estadio Matmut                                | 29,389 / 29,389                          | $2,419,001                  |
| 29 de junio de 2018                        | Madrid                      | España                      | Download Festival                             | —                                        | —                           |
| 1 de julio de 2018                         | Barcelona                   | España                      | Estadio Olímpico                              | 48,649 / 48,649                          | $4,370,000                  |
| 4 de julio de 2018                         | Nimega                      | Países Bajos                | Goffertpark                                   | 45,319 / 45,319                          | $4,746,570                  |
| 7 de julio de 2018                         | Leipzig                     | Alemania                    | Festwiese                                     | 42,587 / 42,587                          | $3,675,788                  |
| 9 de julio de 2018                         | Chorzów                     | Polonia                     | Estadio de Silesia                            | 48,952 / 48,952                          | $3,901,072                  |
| 13 de julio de 2018                        | Moscú                       | Rusia                       | Otkrytie Arena                                | —                                        | —                           |
| 16 de julio de 2018                        | Tallin                      | Estonia                     | Tallinn Song Festival Grounds                 | 52,532 / 52,532                          | $11,145,958                 |
| 19 de julio de 2018                        | Oslo                        | Noruega                     | Valle Hovin                                   | 39,902 / 39,902                          | $4,394,141                  |
| 21 de julio de 2018                        | Gotemburgo                  | Suecia                      | Estadio Ullevi                                | 63,791 / 63,791                          | $5,520,341                  |
| 24 de julio de 2018                        | Reykjavik                   | Islandia                    | Laugardalsvöllur                              | 18,000/18,000                            | —                           |
| Etapa 10 — México, Asia, Sudáfrica y Hawái |                             |                             |                                               |                                          |                             |
| 3 de noviembre de 2018                     | Monterrey                   | México                      | Parque Fundidora                              | 62,500/62,500                            | —                           |
| 8 de noviembre de 2018                     | Yakarta                     | Indonesia                   | Gelora Bung Karno Stadium                     | 31,167 / 31,167                          | $2,504,246                  |
| 11 de noviembre de 2018                    | Manila                      | Filipinas                   | Philippine Arena                              | 24,638 / 30,220                          | $2,235,518                  |
| 14 de noviembre de 2018                    | Kuala Lumpur                | Malasia                     | Sunway Lagoon                                 | —                                        | —                           |
| 17 de noviembre de 2018                    | Taipéi                      | Taiwán                      | Taoyuan International Baseball Stadium        | 20,360 / 20,360                          | $2,923,439                  |
| 20 de noviembre de 2018                    | Hong Kong                   | Hong Kong                   | AsiaWorld–Expo                                | 22,233 / 22,233                          | $4,068,475                  |
| 21 de noviembre de 2018                    | Hong Kong                   | Hong Kong                   | AsiaWorld–Expo                                | 22,233 / 22,233                          | $4,068,475                  |
| 25 de noviembre de 2018                    | Dubái                       | Emiratos Árabes Unidos      | Du Arena                                      | 31,500 / 31,500                          | $3,150,000                  |
| 29 de noviembre de 2018                    | Johannesburgo               | Sudáfrica                   | FNB Stadium                                   | 52,042 / 59,603                          | $3,092,383                  |
| 8 de diciembre de 2018                     | Honolulu                    | Estados Unidos              | Aloha Stadium                                 | 22,485 / 23,000                          | $2,113,556                  |
| Etapa 11 — México y Estados Unidos         |                             |                             |                                               |                                          |                             |
| 21 de septiembre de 2019                   | Los Ángeles                 | Estados Unidos              | Hollywood Palladium                           | 5,000 / 5,000                            | —                           |
| 25 de septiembre de 2019                   | Charlotte                   | Estados Unidos              | Spectrum Center                               | 13,064/13,064                            | $1,999,538                  |
| 28 de septiembre de 2019                   | Louisville                  | Estados Unidos              | Louder than Life Festival                     | —                                        | —                           |
| 1 de octubre de 2019                       | Jacksonville                | Estados Unidos              | VyStar Veterans Memorial Arena                | 10,765                                   | $1,645,694                  |
| 4 de octubre de 2019                       | Austin                      | Estados Unidos              | Austin City Limits Music Festival             | —                                        | —                           |
| 7 de octubre de 2019                       | Wichita                     | Estados Unidos              | Intrust Bank Arena                            | 15,650 / 15,750                          | —                           |
| 11 de octubre de 2019                      | Austin                      | Estados Unidos              | Austin City Limits Music Festival             | —                                        | —                           |
| 13 de octubre de 2019                      | Manchester                  | Estados Unidos              | Exit 111 Festival                             | 24,500 / 25,000                          | —                           |
| 15 de octubre de 2019                      | Lincoln                     | Estados Unidos              | Pinnacle Bank Arena                           | 11,203 / 11,203                          | $1,378,675                  |
| 18 de octubre de 2019                      | Guadalajara                 | México                      | Estadio Jalisco                               | 55,000 / 40,345                          | $3,623,129                  |
| 20 de octubre de 2019                      | Tijuana                     | México                      | Estadio Caliente                              | 27,229 / 30,000                          | $2,734,260                  |
| 23 de octubre de 2019                      | Oklahoma                    | Estados Unidos              | Chesapeake Energy Arena                       | 10,905 / 10,905                          | $1,447,993                  |
| 25 de octubre de 2019                      | Nueva Orleans               | Estados Unidos              | Voodoo Music Festival                         | —                                        | —                           |
| 29 de octubre de 2019                      | Salt Lake City              | Estados Unidos              | Vivint Smart Home Arena                       | 11,084 / 11,084                          | $1,436,175                  |
| 1 de noviembre de 2019                     | Las Vegas                   | Estados Unidos              | Colosseum at Caesars Palace                   | 8,329 / 8,329                            | $2,796,945                  |
| 2 de noviembre de 2019                     | Las Vegas                   | Estados Unidos              | Colosseum at Caesars Palace                   | 8,329 / 8,329                            | $2,796,945                  |
| Total                                      | Total                       | Total                       | Total                                         | 5,371,891 / 5,371,891 (96.8%)            | $584,997,783                |

## Miembros
Guns N' Roses
- Axl Rose – voz líder, piano
- Slash – guitarra líder, voz de apoyo
- Duff McKagan – guitarra bajo, voz de apoyo
- Dizzy Reed – teclado, piano, percusión, voz de apoyo
- Richard Fortus – guitarra rítmica, voz de apoyo
- Frank Ferrer – batería, percusión
- Melissa Reese – teclado, sintetizador, sub-bajo, voz de apoyo

### Invitados
- Sebastian Bach (cantó "My Michelle" el 9 de abril de 2016 en Las Vegas)
- Angus Young (tocó "Whole Lotta Rosie" y "Riff Raff" el 16 de abril de 2016 en Coachella, el 10 y 11 de febrero de 2017 en Sídney, el 14 de febrero de 2017 en Melbourne, el 22 de junio de 2017 en Hannover y el 12 de julio en Nimega.).

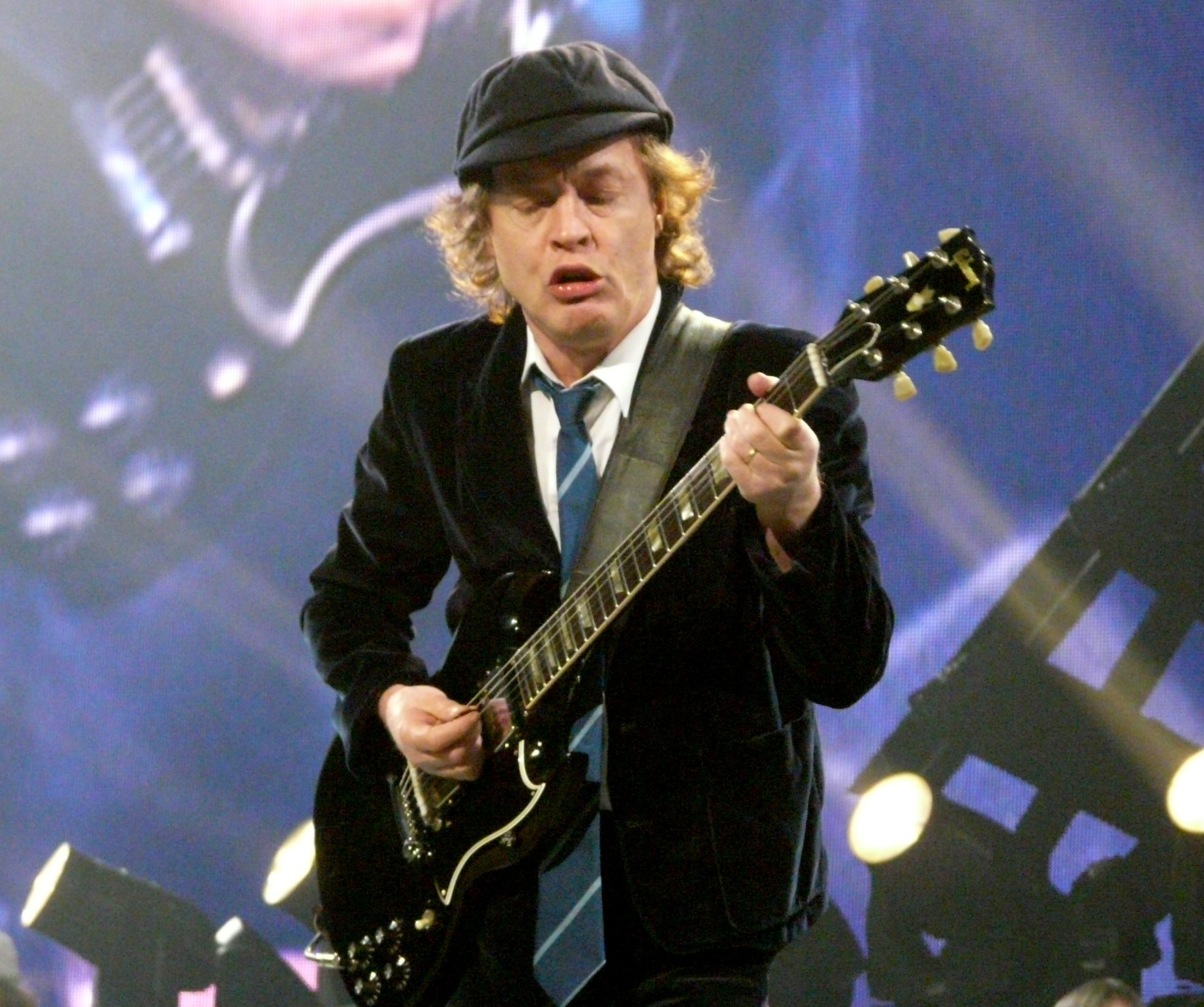
Angus Young de AC/DC actuó con GN'R en Coachella.

- Steven Adler (tocó "Out Ta Get Me" y "My Michelle" el 6 de julio de 2016 en Cincinnati, el 9 de julio en Nashville, el 19 de agosto en Los Ángeles, el 4 y 5 de noviembre en Buenos Aires).
- Angry Anderson (el cantante de Rose Tattoo subió al escenario a cantar Nice Boys el 11 de febrero de 2017 en Sídney).
- Pink (la cantante subió al escenario a cantar Patience el 11 de octubre de 2017 en Nueva York en la primera de sus tres presentaciones en el Madison Square Garden).
- Billy Gibbons (el guitarrista de ZZ Top tocó Patience el 10 de noviembre de 2017 en Houston)
- Dave Grohl (el exbaterista integrante de Nirvana y actual vocalista de Foo Fighters subió al escenario a cantar Paradise City el 14 de noviembre de 2017 en Tulsa)